# Michel Renquin
Michel Renquin (Bastogne, 1955. november 3. –) Európa-bajnoki ezüstérmes belga labdarúgó, hátvéd, edző.
Részt vett az 1980-as olaszországi Európa-bajnokságon, az 1982-es spanyolországi világbajnokságon és az 1986-os mexikói világbajnokságon.

## Sikerei, díjai
Belgium
- Európa-bajnokság
  - ezüstérmes: 1980, Olaszország
- Világbajnokság
  - 4.: 1986, Mexikó

 Standard de Liège
- Belga kupa
  - győztes: 1981

 Servette FC
- Svájci bajnokság
  - bajnok: 1984–85
- Svájci kupa
  - győztes: 1984